# Ла Карлота
Ла Карлота (на испански: La Carlota) е населено място и община в Испания. Намира се в провинция Кордоба, в състава на автономната област Андалусия. Общината влиза в състава на района (комарка) Вале Медио дел Гуадалькивир. Заема площ от 80 km². Населението му е 11 906 души (по преброяване от 2010 г.). Разстоянието до административния център на провинцията е 30 km.

## Демография
| 1996   | 1998   | 1999   | 2000   | 2001   | 2002   | 2003   | 2004   | 2005   | 2006   |
| ------ | ------ | ------ | ------ | ------ | ------ | ------ | ------ | ------ | ------ |
| 10 023 | 10 295 | 10 336 | 10 471 | 10 518 | 10 736 | 10 944 | 11 203 | 11 488 | 11 906 |